# Henri Hirschmann
Henri Hirschmann  ps. Herblay (ur. 30 kwietnia 1872 w Saint-Mandé, zm. 3 listopada 1961 w Paryżu) – francuski kompozytor operetkowy. Największą sławę przyniosła mu La Petite Bohème (pol. Mała Cyganeria), której libretto stanowi kompilację powieści Henriego Murgera Sceny z życia cyganerii z opracowaną przez niego samego sztuką. Prapremiera odbyła się 19 stycznia 1905 w paryskim Théâtre de Variétés.

## Dzieła sceniczne
- Amour à la Bastille, 1897 (pol. Miłość w Bastylii)
- Lovelace (pol. Lowelas)
- Les Hirondelles, 1904 (pol. Jaskółki)
- La Petite Bohème, 1905 (pol. Mała cyganeria)
- Rolande, 1905 (pol. Roland)
- Hernani, 1908 (pol. Ernami)
- La Danseuse de Tanagra, 1911 (pol. Tancerka z Tanagry)